# 위르겐 몰트만
위르겐 몰트만(독일어: Jürgen Moltmann, 1926년 4월 8일~2024년 6월 3일)은 독일의 개신교 신학자이자 사상가이다. 튀빙엔 대학교 신학대학 명예 교수를 했으며 에베하르드 융엘, 볼프하르트 판넨베르크와 더불어 20세기 후반 대표적인 독일 개신교 조직신학자 중 한 명으로 꼽힌다. 괴팅엔 대학교에서 오토 베버의 지도 아래 박사 학위를 받았으며 본 대학교를 거쳐 1967년 튀빙엔 대학교의 조직신학 교수가 되어 1994년 은퇴할 때까지 그곳에서 신학을 가르쳤다. 칼 바르트, 게오르크 빌헬름 프리드리히 헤겔, 에른스트 블로흐 등의 영향 아래 종말론, 정치신학, 그리스도론, 성령론, 창조론에 관한 저서를 남겼으며 해방신학에 영향을 미친 것으로 평가받기도 한다. 1984~85년에는 기포드 강연의 강연을 맡았으며 2000년에는 루이빌 대학교에서 수여하는 그라베마이어 상을 받았다. 미하엘 벨커, 미로슬라브 볼프 등이 그에게 가르침을 받았다.

## 생애 및 활동
1926년 함부르크에서 태어났다. 제2차 세계대전 때에 독일 육군에 입대하여 참전했다. 전투 중에 연합군의 공격으로 독일 진지가 무너지고 동료가 폭사하는 상황을 겪었다. 이후 영국군에게 포로가 되었다. 스코틀랜드에 있는 포로수용소에서 그는 그리스도교 신앙을 갖게 되었다.
"1945년 그 당시에, 그리고 스코틀랜드의 포로로서 영혼의 수렁에 빠져 있던 나를 예수는 찾아주었다. "그는 잃어버린 자를 찾기 위해 왔다." ... 내가 길을 잃고 헤맬 때, 그는 나에게 왔다."
포로수용소에서 그는 고등학교 졸업시험에 해당하는 아비투어 응시자격 교육을 받았으며 YMCA에서 세운 도서관에서 디트리히 본회퍼의 저작과 라인홀드 니버의 책들을 접했다.
종전 후 1948년 그는 독일로 돌아와 괴팅엔 대학교 신학부에서 개신교 신학을 공부했다. 당시 괴팅엔에서는 게하르트 폰 라트가 구약을, 권터 보른캄이 신약을, 에른스트 볼프가 교회사를 가르쳤다. 하지만 몰트만에게 당시 가장 커다란 영향을 미친 인물은 한스 요아힘 이반트였다. 이후 그는 (훗날 그의 아내가 된 엘리자베트 벤델과 함께) 오토 베버의 박사후보생이 되었고 17세기 칼뱅주의자였던 모이제 아미라우트에 관한 연구로 박사 학위를 받았다. 박사 학위를 받은 다음에는 독일 개신교회의 목사로 안수를 받아 1958년까지 브레멘에서 목회를 했다. 1958년부터 1963년까지 부퍼탈 신학대학교, 1963년부터 1967년까지 본 대학교, 1967년부터 1994년까지 튀빙엔 대학교에서 조직 신학을 가르쳤다.
그는 개신교회 교단만이 아니라 정교회와 천주교회를 일치시키기 위한 에큐메니컬 운동에 앞장선 WCC에 큰 영향을 끼친 학자이기도 하다. 그는 1963년부터 1983년까지 개신교와 정교회, 천주교회의 성례와 직제의 기준을 형성하기 위한 WCC 신앙 및 직제위원회 위원으로 참여하였고, 천주교회의 개혁기관지인 콘칠리움(CONCILIUM)의 공동 출판위원직을 맡기도 했다. 그는 서방교회 신학 범주를 넘어 동방 기독교의 신학을 포함하는 삼위일체론을 전개하여 에큐메니칼적 입장에서 WCC를 지지했다.
2024년 6월 3일 별세하였다.

## 저서 목록
- Die Gemeinde im Horizont der Herrschaft Christi (Neukirchen-Vluyn, 1959)
- 《희망의 신학》. 이신건 옮김, 대한기독교서회, 2002.; Theologie der Hoffnung. Untersuchungen zur Begründung und zu den Konsequenzen einer christlichen Eschatologie (Gütersloh: Gütersloher Verlagshaus, 1964)
- 《십자가에 달리신 하나님》. 김균진 옮김, 대한기독교서회, 2017.; Der gekreuzigte Gott. Das Kreuz Christi als Grund und Kritik christlicher Theologie. (Gütersloh: Gütersloher Verlagshaus, 1972)
- 《성령의 능력 안에 있는 교회》이신건 옮김, 대한기독교서회, 2017.; Kirche in der Kraft des Geistes. Ein Beitrag zur messianischen Ekklesiologie (Gütersloh: Gütersloher Verlagshaus, 1975))
- 《삼위일체와 하나님의 나라》. 김균진 옮김, 대한기독교서회, 2017.; Trinität und Reich Gottes. Zur Gotteslehre (Gütersloh: Gütersloher Verlagshaus, 1980)
- 《창조 안에 계신 하나님》. 김균진 옮김, 대한기독교서회, 2017.; Gott in der Schöpfung. Ökologische Schöpfungslehre (Gütersloh: Gütersloher Verlagshaus, 1985)
- 《예수 그리스도의 길》. 김균진, 김명용 옮김, 대한기독교서회, 2017.; Der Weg Jesu Christi. Christologie in messianischen Dimensionen (Gütersloh: Gütersloher Verlagshaus, 1989)
- 《생명의 영》. 김균진 옮김, 대한기독교서회, 2017.; Der Geist des Lebens. Eine ganzheitliche Pneumatologie (Gütersloh: Gütersloher Verlagshaus, 1991)
- 《오시는 하나님》. 김균진 옮김, 대한기독교서회, 2017.; Das Kommen Gottes. Christliche Eschatologie (Gütersloh: Gütersloher Verlagshaus, 1995)
- 《과학과 지혜》. 김균진 옮김, 대한기독교서회, 2003.; Wissenschaft und Weisheit. Zum Gespräch zwischen Naturwissenschaft und Theologie (Gütersloh: Gütersloher Verlagshaus, 2002)
- 《몰트만 자서전》. 이신건, 이석규, 박영식 옮김, 대한기독교서회, 2017.; Weiter Raum. Eine Lebensgeschichte (Gütersloh: Gütersloher Verlagshaus, 2006)
- 《희망의 윤리》. 곽혜원 옮김, 대한기독교서회, 2017.; Ethik der Hoffnung (Gütersloh: Gütersloher Verlagshaus, 2010)
- 《살아 계신 하나님과 풍성한 생명》. 박종화 옮김, 대한기독교서회, 2017.; Der lebendige Gott und die Fülle des Lebens. Auch ein eitrag zur Atheismusdebatte unserer Zeit (Gütersloh: Gütersloher Verlagshaus, 2014)

## 관련 도서 목록
- 리처드 보컴. 《몰트만의 신학》. 김도훈, 김정형 옮김, 크리스천헤럴드, 2008.; Richard Bauckham, The Theology of Jürgen Moltmann (Edinburgh: T&T Clark, 1995)
- 미로슬라브 볼프Miroslav Volf (편집), The Future of Theology: Essays in Honour of Jürgen Moltmann (Grand Rapids (MI), Eerdmans, 1996)
- 미하엘 벨커, 미로슬라브 볼프 (편집), Der lebendige Gott als Trinität: Jürgen Moltmann zum 80 (Geburtstag: Gütersloher Verlagshaus 2006)
- 이형기, 《모더니즘과 포스트모더니즘 논의에 비추어 본 몰트만 신학》(한들출판사, 2006)
- 이형기, 《알기 쉽게 간추린 몰트만 신학》(대한기독교서회, 2001)
- 이종인, 《희망의 두 지평: 에르스트 블로흐와 위르겐 몰트만의 희망사상》(박영사, 2017)
- 신옥수, 《몰트만 신학 새롭게 읽기》(새물결플러스, 2015)
- 한국조직신학회(엮음), 《희망과 희망 사이: 몰트만과 그의 신학》(한들출판사, 2005)